# Heinrich Beyer
Christian Heinrich Beyer (* 4. August 1806 in Erfurt; † 16. September 1886 in Stolberg (Harz)) war ein deutscher Archivar und Historiker.

## Leben
Nach dem Besuch des Gymnasiums in seiner Heimatstadt trat er die Stelle eines Registrators bei der Regierung Erfurt der preußischen Provinz Sachsen an. 1824 wurde er Archivgehilfe und 1832 Archivassistent am Provinzialarchiv Magdeburg. 1835 wechselte er an das Staatsarchiv Koblenz über, wo er zum Archivregistrator ernannt und 1840 preußischer Staatsarchivar wurde. Von 1864 bis 1871 leitete er das Stadtarchiv Erfurt und ging dann nach Stolberg, um die Archive, Bibliotheken und Leichenpredigtensammlungen der Grafen zu Stolberg-Stolberg und Stolberg-Roßla zu ordnen. Er war Mitglied des Harzvereins für Geschichte und Altertumskunde und veröffentlichte mehrere seiner wissenschaftlichen Arbeiten.
Heinrich Beyer ist der Vater des Erfurter Archivars und Historikers Carl Beyer (1848–1900).

## Schriften
- Burg Stolzenfels. / Von Heinr. Beyer / Ein Andenken für Rheinreisende. Mit einer Ansicht in Stahlstich, und vier Blättern mit gemalten Wappen / Coblenz. Hölscher, 1842. (Digitalisat auf dilibri.de).
- Der Dom zu Erfurt. Erinnerungsblätter für Einheimische und Fremde. Selbstverlag, Erfurt 1867.
- Geschichte des Klosters der Ursulinerinnen, ehemals der weißen Frauen, in Erfurt. Selbstverlag, Erfurt 1867.
- Kurze Geschichte der Stiftskirche Beatae Mariae Virginis zu Erfurt: mit Benutzung zum Theil noch unbekannter Quellen, mit Anm. u. e. Skizze der Kirche u. ihrer Umgebung. Villaret, Erfurt 1873.
- Verzeichnis der Vasallen der Grafschaft Königstein. (Manuskript im Landesarchiv Sachsen-Anhalt).
- Urkundenbuch zur Geschichte der jetzt die Preussischen Regierungsbezirke Coblenz und Trier bildenden mittelrheinischen Territorien. Aus den Quellen herausgegeben von Heinrich Beyer. Erster Band. Von den ältesten Zeiten bis zum Jahre 1169. Coblenz, in Commission bei J. Hölscher. 1860. Fortsetzungbände: Leopold Eltester (2. Band), 1865. Adam Görz (3. Band), 1874. Die Bände 4 und 5 verfasste Albert Hardt und erschienen 2007 unter dem Titel Urkundenbuch zur Geschichte der mittelrheinischen Territorien (Digitalisat auf dilibri.de)